# Lenkerseeli
Das Lenkerseeli (auch Lenkersee, Lenksee oder Rohresee) ist ein See im Berner Oberland in der Gemeinde Lenk. Am See gibt es einen 7000 Quadratmeter grossen öffentlichen Spielplatz sowie einen Campingplatz.
Der See hat ein topografisches Einzugsgebiet von 112,5 ha sowie ein hydrologisches Einzugsgebiet von 2 ha. Er wird durch einen oberirdischen Zufluss sowie einen Quellaustritt gespiesen.
Per Regierungsratsbeschluss vom 1. Dezember 1971 wurde auf dem Gebiet des Lenkerseelis ein Naturschutzgebiet eingerichtet. Gleichzeitig ist es ein Pachtgewässer für die Angelfischerei.